# Colaspinella grandis
Colaspinella grandis là một loài bọ cánh cứng trong họ Chrysomelidae. Loài này được Frivaldsky miêu tả khoa học năm 1880.